# Regeringen Kaarlo Castrén
Regeringen Kaarlo Castrén var Republiken Finlands fjärde regering bestående av Framstegspartiet, Agrarförbundet och Svenska folkpartiet. Regeringen var en minoritetsregering. Krigsministern, inrikesministern och till en början även utrikesministern var opolitiska. Ministären regerade från 17 april 1919 till 15 augusti 1919. Regeringen kom till stånd efter lantdagsvalet 1919. Agrarförbundet hade segrat i valet och fått 42 mandat. Kaarlo Castréns ministär gav lantdagen ett förslag om ett republikanskt styrelseskick. Som följd av 1919 års regeringsform kom den nyvalda lantdagen att heta Finlands riksdag. Statsminister Castrén stödde Gustaf Mannerheim i presidentvalet 1919. Valets segrare president Ståhlberg vägrade att godkänna Mannerheims stränga villkor för att fortsätta som överbefälhavare, något som påskyndade regeringens avgång.
| Minister                                                             | Ämbetsperiod                                              | Parti                      |
| -------------------------------------------------------------------- | --------------------------------------------------------- | -------------------------- |
| Statsminister Kaarlo Castrén                                         | 17 april 1919–15 augusti 1919                             | Framstegspartiet           |
| Utrikesminister Carl Enckell Rudolf Holsti                           | 17 april 1919–28 april 1919 28 april 1919–15 augusti 1919 | opolitisk Framstegspartiet |
| Biträdande utrikesminister Leo Ehrnrooth                             | 17 april 1919–19 juni 1919                                | Svenska folkpartiet        |
| Justitieminister Karl Söderholm                                      | 17 april 1919–15 augusti 1919                             | Svenska folkpartiet        |
| Inrikesminister Carl Voss-Schrader                                   | 17 april 1919–15 augusti 1919                             | opolitisk                  |
| Krigsminister Rudolf Walden                                          | 17 april 1919–15 augusti 1919                             | opolitisk                  |
| Finansminister August Ramsay                                         | 17 april 1919–15 augusti 1919                             | Svenska folkpartiet        |
| Kyrko- och undervisningsminister Mikael Soininen                     | 17 april 1919–15 augusti 1919                             | Framstegspartiet           |
| Jordbruksminister Kyösti Kallio                                      | 17 april 1919–15 augusti 1919                             | Agrarförbundet             |
| Minister för kommunikationsväsendet och allmänna arbetena Eero Erkko | 17 april 1919–15 augusti 1919                             | Framstegspartiet           |
| Handels- och industriminister J.H. Vennola                           | 17 april 1919–15 augusti 1919                             | Framstegspartiet           |
| Socialminister Santeri Alkio                                         | 17 april 1919–15 augusti 1919                             | Agrarförbundet             |
| Livsmedelsminister Karl Johan Mikael Collan                          | 17 april 1919–15 augusti 1919                             | Framstegspartiet           |
| Minister utan portfölj Mikko Luopajärvi                              | 17 april 1919–15 augusti 1919                             | Agrarförbundet             |

## Regeringens partisammansättning
| Parti               | 17 april 1919 | 15 augusti 1919 |
| ------------------- | ------------- | --------------- |
| Framstegspartiet    | 5             | 6               |
| Agrarförbundet      | 4             | 4               |
| opolitiska          | 3             | 2               |
| Svenska folkpartiet | 3             | 2               |

## Fotnoter
1. ↑  Partihistoria Arkiverad 14 juni 2011 hämtat från the Wayback Machine.. Vaalit.fi
2. ↑  Den unga republiken 1918–1945 Arkiverad 22 oktober 2004 hämtat från the Wayback Machine.. Riksdagen
3. ↑  Kaarlo Castrén. Finlands nationalbiografi (finska)
4. ↑  4. Castrén K. Arkiverad 14 november 2012 hämtat från the Wayback Machine. Statsrådet (finska)